# Cerrito (ort i Colombia, Santander, lat 6,84, long -72,69)
Cerrito är en ort i Colombia.   Den ligger i departementet Santander, i den centrala delen av landet, 290 km nordost om huvudstaden Bogotá. Cerrito ligger 2 512 meter över havet och antalet invånare är 2 435.
Terrängen runt Cerrito är varierad. Cerrito ligger nere i en dal. Runt Cerrito är det ganska glesbefolkat, med 26 invånare per kvadratkilometer. Närmaste större samhälle är Málaga, 16,5 km söder om Cerrito. Omgivningarna runt Cerrito är en mosaik av jordbruksmark och naturlig växtlighet.